# Elvira Espejo Ayca
Elvira Espejo (Ayllu Qaqachaca, Departamento de Oruro, 1981) es una artista plástica boliviana, tejedora, narradora de la tradición oral, documentalista y poeta

## Trayectoria
Egresada de la Academia Nacional de Bellas Artes, ha realizado diferentes exposiciones e investigaciones, en enero de 2013 fue nombrada directora del Museo Nacional de Etnografía y Folklore (Musef), en La Paz. Ha participado en el proyecto “Sonares Comunes” de El Parafonista, junto a Álvaro Montenegro.

## Exposiciones
- Principio Potosí (2011) en España, Alemania y Bolivia.
- Pintisa II, Cochabamba[7]

## Publicaciones
- Con Denise Y. Arnold y Freddy Maidana, Tejiendo la vida. La Colección Textil del Museo Nacional de Etnografía y Folklore, según la cadena productiva[8]
- Con Denise Y. Arnold, A Comparison of War Iconography in the Archaeological Textiles of Paracas-Topará (in Southern Peru) and in the Weavings of Ayllu Qaqachaka (Bolivia)
- Con Denise Y. Arnold, On Drinking Cups and Constellations: Some Relations Between Aymara Astronomical and Textual Practices in Qaqachaka ayllu (Bolivia)
- Con Denise Y. Arnold, "The Andean Science of Weaving Structures and Techniques of Warp-faced Weaves Denise Y. Arnold, Elvira Espejo" (Thames & Huson)

## Distinciones
- Ahora les voy a narrar[9] (1994)Finalista en el Concurso de Literaturas Indígenas de la Casa de las Américas en Cuba (1994)[10]
- Premiada en el Festival Mundial de Poesía de Venezuela
- Premio Eduardo Abaroa en la especialidad Tejidos.
- Premio Medalla Goethe (2020) Condecoración oficial de la República Federal de Alemania otorgada por el Goethe-Institut.[11]